# Le Rayon bleu
Pour plus de détails, voir Fiche technique et Distribution.
Le Rayon bleu (Blue Sunshine) est un film d'épouvante fantastique américain réalisé par Jeff Lieberman et sorti en 1977.

## Synopsis
Une série de meurtres sans liens apparents les uns avec les autres son commis à Los Angeles, jusqu'à ce que la police découvre que chaque meurtriers a consommé un nouveau type de LSD...

## Fiche technique
Sauf indication contraire, les informations mentionnées dans cette section peuvent être confirmées par la base de données cinématographiques IMDb,  présente dans la section « Liens externes ».
- Titre français : Le Rayon bleu[1]
- Titre original américain : Blue Sunshine
- Réalisation : Jeff Lieberman
- Scénario : Jeff Lieberman
- Photographie : Don Knight
- Montage : Brian Smedley-Aston, Russ Kingston
- Musique : Charles Gross
- Effets spéciaux : R. Bruce Steinheimer
- Décors : Ray Storey
- Costumes : Pamela Sellman
- Production : George Manasse
- Société de production : Ellanby Films
- Pays de production :  États-Unis
- Langues originales : anglais américain
- Format : Couleur - 1,85:1 - Son mono - 35 mm
- Genre : Film d'épouvante fantastique
- Durée : 94 minutes (1 h 34)
- Dates de sortie : 
  - France : 14 mai 1977 (Festival de Cannes 1977) ; 7 juin 1978[1]
  - États-Unis : 12 mai 1978

## Distribution
- Zalman King : Jerry Zipkin
- Deborah Winters : Alicia Sweeney
- Mark Goddard : Edward Flemming
- Robert Walden : David Blume
- Charles Siebert : Detective Clay
- Ann Cooper : Wendy Flemming
- Ray Young : Wayne Mulligan
- Alice Ghostley : Le voisin d'O'Malley
- Stefan Gierasch : Lieutenant Jennings
- Richard Crystal : Frannie Scott
- Bill Adler : Ralphie
- Barbara Quinn : Stephanie
- Adriana Shaw : Barbara O'Malley
- Bill Sorrells : Ritchie Grazzo
- Jeffrey Druce : Un camé
- Brion James : Tony